# Louis François Meifred
Louis François Meifred, est conseiller en la cour Impériale d’Aix en Provence et décoré de la légion d’honneur en 1804.

## Biographie
Louis François Meifred est né à le 18 septembre 1748 à Castellane. Son père Joseph Meifred (1715-1780) est avocat au Parlement d'Aix. Il est l'oncle du cornettiste Pierre-Joseph Meifred.
Il épouse à Castellane, le 4 février 1788, Marie Antoinette Tassis, fille du Seigneur du Poil, Lieutenant général de police, Civil et Criminel de la Sénéchaussée de Castellane. Ils ont cinq enfants et parmi leurs descendants, l'évêque Bruno Valentin. Son gendre Jean Baptiste Bourgarel est maire de Le Revest-les-Eaux entre 1843 et 1846. LF Meifred décède le 26 novembre 1816 à Toulon.

## Chevalier d'Empire
Il est notaire à Castellane de 1775 à 1798. Avocat puis juge en la cour d'appel d'Aix, il est arrêté pendant la Révolution française comme contre révolutionnaire, d'après son livre de raison. En 1795, il se porte co-acquéreur de l'ancien prieuré de Notre Dame de Moriez. Il est nommé 1er Président de la Cour d'Aix en Provence. Il reçoit la légion d'honneur en 1804. Il est président de la cour criminelle des Bouches-du-Rhône en 1802 et il devient chevalier de Suriane par lettres patentes du 11 juillet 1810. Ses armoiries sont Tiercé en fasce d'azur à trois étoiles d'argent ; d'argent au cœur de gueules ; et de gueules au signe des chevaliers. Livrées : bleu, blanc, rouge. Il était propriétaire du domaine viticole de Suriane, à Saint-Chamas.

Blason de Meifred